# Lagkádi (ort i Grekland, Thessalien)
Lagkádi är en ort i Grekland.   Den ligger i prefekturen Nomós Kardhítsas och regionen Thessalien, i den centrala delen av landet, 250 km nordväst om huvudstaden Aten. Lagkádi ligger 839 meter över havet och antalet invånare är 176.
Terrängen runt Lagkádi är bergig åt sydväst, men åt nordost är den kuperad.Runt Lagkádi är det ganska glesbefolkat, med 22 invånare per kvadratkilometer. Närmaste större samhälle är Mouzáki, 19,3 km öster om Lagkádi. I omgivningarna runt Lagkádi växer i huvudsak blandskog.